# American Pie Presents: Band Camp
American Pie Presents: Band Camp (bra: American Pie - Tocando a Maior Zona) (prt: American Pie Apresenta: O Campo de Férias) é um filme de comédia romântica de 2005, escrito por Brad Riddell e dirigido por Steve Rash, o quarto da franquia American Pie. A história se baseia no irmão mais novo de Stifler, que sonha em produzir filmes de garotas nuas. Enviado para o acampamento de banda pelo conselheiro educacional de seu colégio, ele aproveita a chance para iniciar a produção de seus vídeos.

## Sinopse
Desta vez é Matt Stiffler (Tad Hilgenbrink), irmão de Stiffler. Matt quer ser igual ao seu irmão quando ficar mais velho, e produzir filmes de garotas nuas. Mas antes disso, terá que se formar no colegial. Uma tarefa nada fácil. 

## Elenco
- Tad Hilgenbrink — Matt Stifler
- Arielle Kebbel — Elyse Houston
- Eugene Levy — Sr. Levenstein
- Matt Barr — Brandon Vandercamp
- Jun Hee Lee — Jimmy (James Hi) Chong
- Crystle Lightning — Chloe
- Lauren C. Mayhew — Arianna
- Angela Little — Sharie
- Rachel Veltri — Danielle
- Jason Earles — Ernie Kaplowitz
- Chris Owen — Chuck Sherman / O Sherminador
- Omar Benson Miller — Oscar (não-creditado)
- Dossett March — Andy
- Lily Mariye — Dr. Susan Choi
- Ginger Lynn — Camp Nurse
- Richard Keith — Trading Card Bandie

## Trilha sonora
1. "She Is Beautiful" - Andrew W.K.
2. "Forget It" - Breaking Benjamin
3. "How to Be Dead" - Snow Patrol
4. "Laid" - Matt Nathanson
5. "American Psycho" - Treble Charger
6. "The Anthem" - Good Charlotte
7. "Paul's Drums" - Paul Locke
8. "The Authority Song" - D.O.R.K
9. "Dracula Plays" - Courtesy of Associated Productions Music
10. "Pom Pom" - Courtesy of Associated Productions Music
11. "Piano Sonata" - Courtesy of Associated Productions Music
12. "Breaking Me Down" - Cage9
13. "Get The Party Started" - Linda Perry
14. "Jaime" - D.O.R.K
15. "Disco MF" - The Penfifteen Club
16. "Defeated" - The City Drive
17. "Play That Funky Music" - Wild Cherry
18. "Bring Me Everything" - The City Drive
19. "Baby Got Back" - Christian B
20. "Born to Be Wild" - Steppenwolf
21. "Aeroplane" - Tal Bachman
22. "Bonfire Etude" - Chris Rash and Jean-Paul DiFranco
23. "Vampire Love" - Ash